# Clibanarius virescens
Clibanarius virescens is een tienpotigensoort uit de familie van de Diogenidae. De wetenschappelijke naam van de soort is voor het eerst geldig gepubliceerd in 1843 door Krauss.